# Laurence Sinclair
Sir Laurence Frank Sinclair GC KCB CBE DSO (* 13. Juni 1908 in Frinton-on-Sea, Essex; † 14. Mai 2002) war ein britischer Luftwaffenoffizier der Royal Air Force, der zuletzt im Range eines Generalmajors (Air Vice Marshal) zwischen 1958 und 1960 Kommandant des Joint Services Staff College (JSSC) war. Am 21. Januar 1941 wurde ihm für die Rettung eines schwerverletzten Soldaten aus einem abgestürzten und brennenden Flugzeug das Georgs-Kreuz verliehen, die höchste zivile Auszeichnung für Tapferkeit im Vereinigten Königreich.

## Leben

### Pilotenausbildung und Zeit vor dem Zweiten Weltkrieg

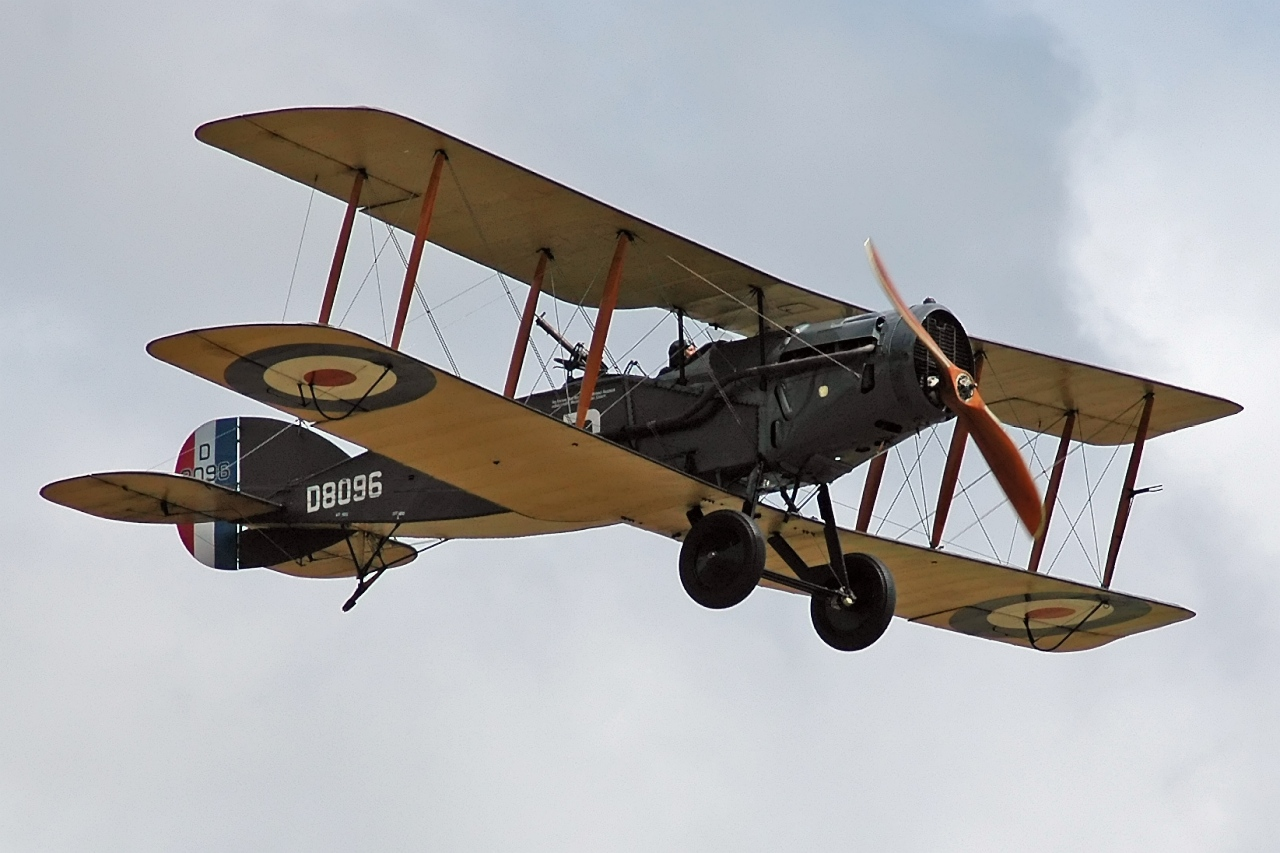
Zu Beginn seiner militärischen Laufbahn flog Sinclair Doppeldecker-Jagdflugzeuge vom Typ Bristol F.2

Der aus einer Soldatenfamilie stammende Sinclair begann seine fliegerische Ausbildung 1926 als Flight Cadet in der B-Squadron des Royal Air Force College Cranwell, der Offiziersschule der britischen Luftstreitkräfte. Nach Abschluss seiner Ausbildung wurde er am 28. Juli 1928 als Berufssoldat (Permanent Commission) in die RAF aufgenommen sowie zum Leutnant (Pilot Officer) befördert. Zugleich fand er Verwendung als Pilot bei der No. 4 Squadron RAF auf dem Militärflugplatz RAF Farnborough. Diese Staffel war anfangs noch mit Doppeldecker-Jagdflugzeugen vom Typ Bristol F.2 ausgestattet, anschließend mit Doppeldeckern vom Typ Armstrong Whitworth Atlas. Am 21. Januar 1930 wechselte er als Pilot der im Irak stationierten No. 30 Squadron RAF und erhielt dort eine Woche später am 28. Januar 1930 seine Beförderung zum Oberleutnant (Flying Officer). Nach seiner Rückkehr nach Großbritannien wurde er am 29. Februar 1932 überplanmäßig im Flugzeugdepot der RAF eingesetzt und begann am 16. Mai 1932 einen Ausbilderlehrgang an der Central Flying School.
Nach deren Abschluss in der Kategorie A2 wurde Sinclair am 31. Juli 1932 Fluglehrer QFI (Qualified Flight Instructor) an der No. 5 Flying Training School RAF sowie anschließend bei der zur Royal Auxiliary Air Force gehörenden No. 501 (Bomber) Squadron RAF, wo er am 1. Juni 1934 zum Hauptmann (Flight Lieutenant) befördert wurde. Danach wechselte er am 26. Mai 1935 in den Stab des Superintendenten der RAF-Reserveverbände. Am 8. Mai 1937 wurde er als Personalstabsoffizier in das Hauptquartier der RAF in Britisch-Indien versetzt und dort am 1. Februar 1938 zum Major (Squadron Leader) befördert. Bei einer Operation wegen vermeintlicher Magenprobleme wurde in der Zeit festgestellt, dass er nur mit einer Niere geboren wurde. Dies führte dazu, dass seine fliegerische Laufbahn beendet schien und er nur noch für stützpunktbezogene Stabsaufgaben verwendet werden konnte.

### Zweiter Weltkrieg

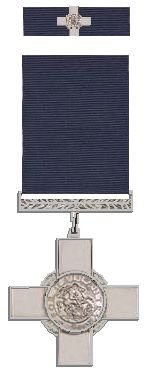
Für die Rettung eines Bordschützen aus einem brennenden Flugzeugwrack wurde Sinclair am 21. Januar 1941 mit dem Georgs-Kreuz geehrt, der höchsten zivile Auszeichnung für Tapferkeit im Vereinigten Königreich

Nach seiner Rückkehr nach Großbritannien wurde Sinclair daraufhin am 20. Juli 1930 Offizier in der Abteilung Stabsangelegenheiten des Luftwaffenstabes sowie zu Beginn des Zweiten Weltkrieges 1940 Offizier in der dortigen Abteilung für Kriegsausbildung und Taktik. Am Tage des Beginns des Westfeldzuges der deutschen Wehrmacht gegen Frankreich, Belgien und die Niederlande übernahm er am 10. Mai 1940 doch seinen ersten Befehlsposten über eine fliegerische Einheit, und zwar als Kommandeur (Commanding Officer) der No. 110 Squadron RAF auf dem Luftwaffenstützpunkt RAF Wattisham. Allerdings wurde seine Staffel bereits am gleichen Tag zu Kampfeinsätzen nach Frankreich entsandt, um dort die Nachrichtenwege der deutschen Truppen zu unterbrechen. Danach führte seine Einheit Angriffe auf die Häfen am Ärmelkanal und dort ankernde deutsche Transportschiffe, um eine Invasion in Großbritannien zu verhindern. Am 13. September 1940 wurde er mit dem Distinguished Service Order (DSO) geehrt.
Im September 1940 befand er sich auf Truppenbesuchen als ein Bristol Blenheim-Bomber der No. 107 Squadron RAF einen Motorschaden erlitt und neben einer Straße abstürzte. Er rettete daraufhin den bewusstlosen Bordschützen aus dem brennenden Flugzeugwrack und wurde für diese Tat am 21. Januar 1941 mit dem Georgs-Kreuz geehrt, der höchsten zivile Auszeichnung für Tapferkeit im Vereinigten Königreich. Für seine militärische Verdienst erfolgte knapp drei Wochen zuvor am 1. Januar 1941 zum ersten Mal seine Erwähnung im Kriegsbericht (Mentioned in dispatches).
Am 31. Oktober 1941 wurde Sinclair als Senior Air Staff Officer (SASO) Chef des Stabes der No. 6 Group RAF, die zu dieser Zeit für die operative Ausbildung im Bomberkommando (RAF Bomber Command) zuständig war. Anschließend fungierte er ab dem 11. Mai 1942 als SASO der No. 91 Group RAF. Während der unter dem Decknamen Operation Torch durchgeführten britisch-amerikanischen Invasion Französisch-Nordafrikas im November 1942 war er Kommandeur der mit Leichten Bristol Blenheim-Bombern ausgestatteten No. 323 Wing RAF. Anschließend befand er sich mit diesem Verband und der No. 614 Squadron RAF zu Einsätzen im Mittleren Osten. Am 1. Januar 1943 wurde er Commander des Order of the British Empire (CBE). Aufgrund seiner Erfolge wurde er am 21. März 1943 Kommandeur AOC (Air Officer Commanding) der Taktischen Bomberverbände (Tactical Bomber Force) innerhalb der Nordwestafrikanischen Taktischen Luftflotte NWATAF (Northwest African Tactical Air Force).
Nach Beendigung der Kämpfe in Nordafrika nahm er mit seinem Verband ab dem 10. Juli 1943 an der Operation Husky teil, der alliierten Invasion auf Sizilien, die den Auftakt des Italienfeldzuges darstellte. Anschließend wurde er am 26. März 1943 zusätzlich einer der Aide-de-camp von König Georg VI. für die Luftstreitkräfte. Am 16. Februar 1943 wurde ihm ferner eine Spange (Bar) zum DSO verliehen. Am 27. August 1943 wurde ihm darüber hinaus das Offizierskreuz des US-amerikanischen Legion of Merit verliehen. Später wurde er am 22. März 1944 Offizier in der Generalinspektion der Alliierten Luftstreitkräfte im Mittelmeerraum MAAF (Mediterranean Allied Air Forces). Wenige Monate später wurde er im August 1944 als Senior Air Staff Officer Stabschef der neu gebildeten Luftstreitkräfte auf dem Balkan BAF (Balkan Air Force), die hauptsächlich für die Luftunterstützung der Partisaneneinheiten der jugoslawische Volksbefreiungsarmee zuständig war. Am 25. Januar 1945 wurde er dort zum Oberstleutnant (Wing Commander) befördert, wobei diese Beförderung auf dem 1. Juni 1944 zurückdatiert wurde.

### Stabsoffizier in der Nachkriegszeit

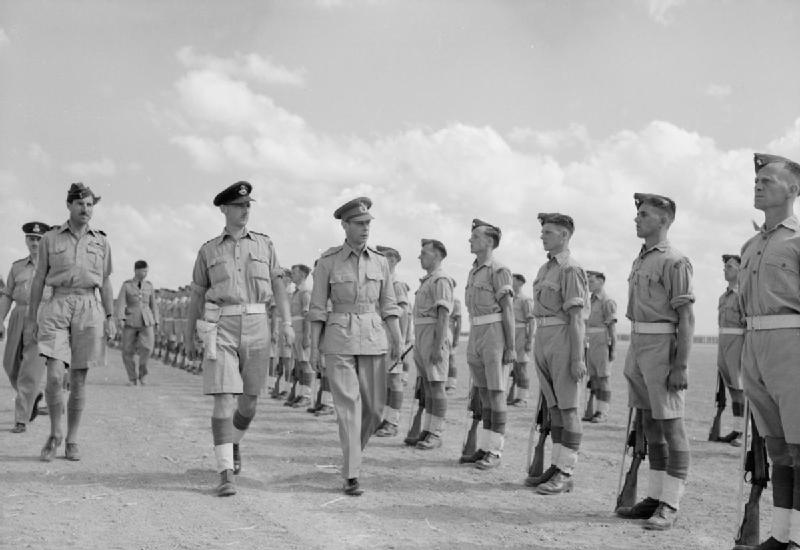
Sinclair als Aide-de-camp von König Georg VI. bei einem Truppenbesuch in Hammamet

Nach Kriegsende kehrte Sinclair 1945 nach Großbritannien zurück, wo er Leiter des Referats für Stellenbesetzungsverfahren im Luftfahrtministerium (Air Ministry). Für seine militärischen Leistungen erfolgte am 14. Juni 1945 eine zweite Erwähnung im Kriegsbericht. In der Verwendung im Luftfahrtministerium erfolgte am 1. Januar 1946 auch seine Beförderung zum Oberst (Group Captain). Am 1. Januar 1946 wurde er ferner Companion des Order of the Bath (CB). Im Anschluss absolvierte er 1947 das Imperial Defence College in London und war kurzzeitig als SASO Chef des Stabes der No. 84 Group RAF, ehe er am 15. Dezember 1947 Kommandeur des Luftwaffenstützpunktes RAF Gütersloh wurde.
Nach seiner dortigen Beförderung zum Air Commodore am 1. Juli 1948 übernahm Sinclair am 1. Dezember 1948 den Posten als Kommandeur AOC (Air Officer Commanding) der zu den britischen Besatzungstruppen in Deutschland gehörenden No. 2 Group RAF. Danach kehrte er 1949 nach Großbritannien zurück und wurde anfangs stellvertretender Kommandant des RAF College Cranwell. Am 27. März 1949 legte er seine Funktion als Aide-de-camp des Königs für die Luftstreitkräfte nieder. Am 31. Juli 1950 wurde er Nachfolger von Air Commodore George Beamish als Kommandant des RAF College Cranwell und in dieser Verwendung am 25. August 1952 durch Group Captain Henry Eeles abgelöst.

### Aufstieg zum Air Vice Marshal
Kurz vor Beendigung seiner Verwendung als Kommandant des RAF College Cranwell wurde Sinclair am 1. Juli 1952 zum Generalmajor (Air Vice Marshal) befördert. Daraufhin wurde er Ende August 1952 zunächst Kommandeur des Hauptquartiers der Luftstreitkräfte im Irak, aber bereits wenige Wochen später als Nachfolger von Air Vice Marshal Lawrence Pendred Kommandant der Schule für Land- und Luftkriegsführung (Land/Air Warfare School) in Old Sarum. In dieser Funktion folgte ihm 1953 Air Vice Marshal Gilbert Harcourt-Smith.
Sinclair wurde daraufhin am 4. November 1953 Assistierender Chef des Luftwaffenstabes für Operationen (Assistant Chief of the Air Staff (Operations)). Danach wurde er am 17. September 1955 Nachfolger von Air Vice-Marshal Sydney Bufton als Kommandeur (Air Officer Commanding) der britischen Streitkräfte in Aden BFA (British Forces Aden), die 1956 in britische Streitkräfte auf der Arabischen Halbinsel BFAP (British Forces Arabian Peninsula) umbenannt wurden. Damit war jedoch nicht nur eine Änderung des Namens verbunden, sondern bedeutete zugleich, dass er unmittelbar dem Chef des Luftwaffenstabes berichtspflichtig war und nicht mehr wie bislang dem Befehlshaber der Streitkräfte im Mittleren Osten. Am 13. Juni 1957 wurde er zum Knight Commander des Order of the Bath (KCB) geschlagen und führte dadurch den Namenszusatz „Sir“. In der Funktion als Kommandeur der British Forces Arabian Peninsula folgte ihm 30. September 1957 Air Vice Marshal Maurice Heath.
Zuletzt wurde Sinclair 1958 Kommandant des Joint Services Staff College in Latimer House. Nachdem sein langjähriger Freund und Politiker der Conservative Party, Duncan Sandys, am 27. Juli 1960 sein bisheriges Amt als Luftfahrtminister (Minister of Aviation) verließ, um stattdessen Minister für die Beziehungen zum Commonwealth (Secretary of State for Commonwealth Relations) zu werden, schied Sinclair am 29. Juli 1960 vorzeitig aus aktiven Militärdienst aus. Stattdessen übernahm er die dem Luftfahrtministerium unterstehende Funktion als Leiter der Aufsichtsbehörde für das Flughafen-Bodenpersonal (Controller of Ground Services), ehe er 1962 Leiter der daraus entstandenen Nationalen Luftverkehrsaufsichtsbehörde NATCS (National Air Traffic Control Services) wurde. Diese Funktion bekleidete er bis 1965. Er engagierte sich von 1965 bis zu seinem Tod 2002 als Mitglied im Victoria Cross and George Cross Association Committee.
Aus seiner 1941 geschlossenen Ehe mit Valerie Dalton White gingen eine Tochter und ein Sohn hervor.

## Veröffentlichung
- Strike To Defend, Memoiren, Privatauflage (50 Exemplare), 1992